# Melchor Daza
El Coronel Melchor Daza (Villa Imperial de Potosí, el 7 de enero de 1791) fue hijo de don Manuel Daza y de doña Tomasa de Oré.
Educado por don José Manual Paz, su niñez y juventud transcurren junto al diario vivir de la ciudad de Potosí.
Influyen en su niñez, las estadías veraniegas en las propiedades agrícolas que tenían sus padres, de origen señorial. Dichas propiedades ubicadas en los valles de Cinti (actual departamento de Chuquisaca), Aroifilla y Mondragón (actual departamento de Potosí).

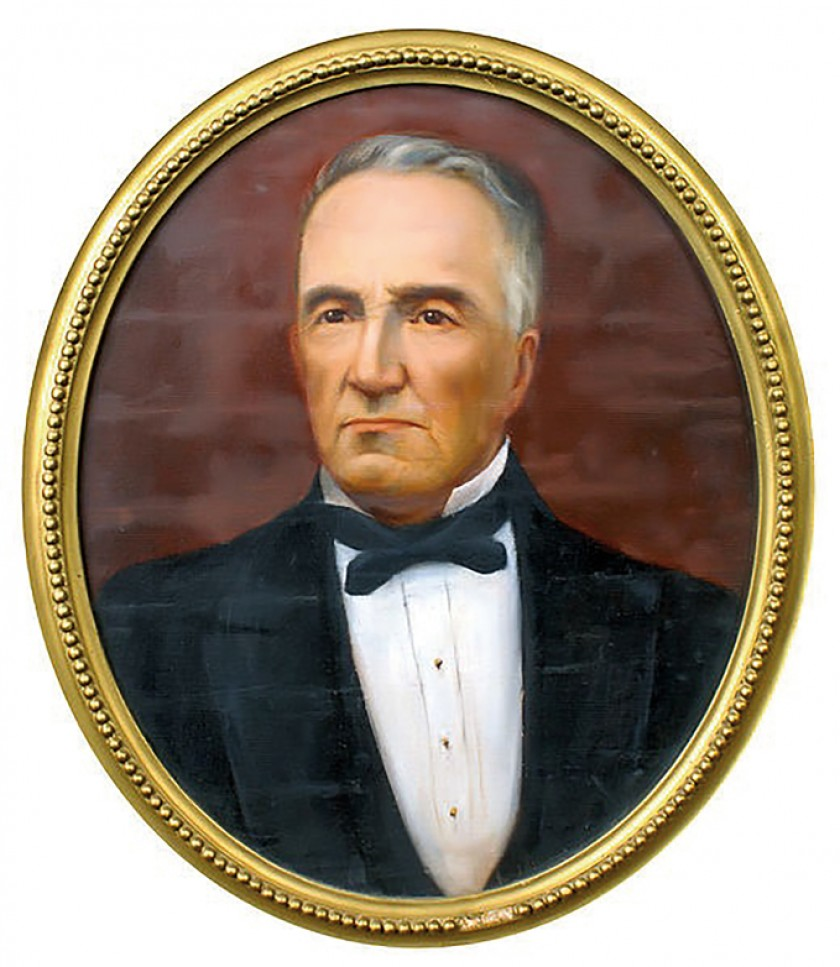
Héroe de la Revolución de Potosí del 10 de noviembre de 1810

El 6 de agosto de 1825 firmó la Declaración de Independencia como diputado por Potosí. Participó luego en las batallas de la Confederación Perú-Boliviana en Yanacocha y Socabaya, y bajo órdenes del general José Ballivián en la Victoria de Ingavi, que consolidó nuestra independencia.
Murió en Potosí el 12 de junio de 1866.

## Causa libertaria
Melchor Daza encabezó el levantamiento del pueblo de la Villa Imperial, liberando a los prisioneros Mariano Subieta, Salvador Matos, los hermanos Juan José, Mariano (el mayor). Mariano (el menor), Alejo y demás integrantes de la familia Nogales, Joaquín de la Quintana, los hermanos Millares, Pedro A. Azcárate, Eustaquio Eguívar, Diego Barrenechea, Mariano Toro, Manuel Orozco y Pedro Costas; quienes estuvieron presos por orden del general Nieto y del Gobernador Francisco de Paula Sanz, incorporándose todos ellos al movimiento emancipador por la causa libertaria.